# 1165
1165 (MCLXV) a fost un an obișnuit al calendarului iulian.

## Evenimente
- 21 august: Aflați în război direct cu genovezii, pisanii pradă și incendiază Albenga, în Sardinia.
- 21 noiembrie: Papa Alexandru al III-lea revine la Roma.
- 29 decembrie: Are loc canonizarea lui Carol cel Mare, fondatorul Imperiului carolingian.

### Nedatate
- Andronic Comnen evadează din închisoarea unde îl aruncase împăratul bizantin Manuel I Comnen, vărul său.
- Aventurierul Geraldo "Fără de Frică", vasal al regelui Portugaliei Afonso I, ocupă prin surprindere orașul Evora de la mauri.
- Cruciații pierd controlul asupra orașului Caesarea Philippi.
- Împăratul Frederic Barbarossa acordă orașului italian Pistoia titulatura de imperio fidelissima.
- Orașul german Leipzig obține privilegii orășenești și comerciale.
- Orașul italian Pavia obține drepturi comunale.
- Regele Henric al II-lea al Angliei invadează din nou Țara Galilor, dar este înfrânt în confruntarea de la Crogen și nevoit să se retragă.

## Arte, Știință, Literatură și Filozofie
- Benoît de Sainte-Maure scrie Roman de Troie.
- Familia medicului Moses Maimonide se retrage în Palestina; mai târziu, va ajunge la Cairo, la curtea lui Saladin.
- Se difuzează scrisoarea apocrifă a preotului Ioan.
- Se încheie lucrările la pagoda Liuhe, din China dinastiei Song.

## Înscăunări
- 24 decembrie: William I "Leul", rege al Scoției (1165-1214).
- Rokujo, împărat al Japoniei.

## Nașteri
- 7 august: Ibn Arabi, filosof mistic și poet arab din Siria (d. 1240[1]).
- 21 august: Filip al II-lea August, rege al Franței (d. 1223).
- Albert de Buxhoevden, militar german (d. 1229).
- Blacatz, trubadur francez (d. 1236).
- Henric I, duce de Brabant (d. 1235).
- Henric al VI-lea de Hohenstaufen, împărat romano-german (d. 1197).
- Philippe de Plessis, mare maestru al Ordinului templierilor (d. 1199).
- Rambaldo di Vaqueiras, trubadur franco-spaniol (d. 1207)
- Ruben al II-lea de Armenia (d. 1170).
- Ștefan I Prvovencani, rege al Serbiei (d. 1228).
- Yehuda Alharizi, poet din Spania (d. 1225).

## Decese
- 11 aprilie: Ștefan al IV-lea, pretendent la tronul Ungariei (n. 1133).
- 5 septembrie: Nijo, împărat al Japoniei (n. 1143).
- 9 decembrie: Malcolm al IV-lea, rege al Scoției (n. 1141)
- Hibat Allah Abu'l-Barakat al-Baghdaadi, filosof și medic arab (n. 1080)
- Sibilla de Anjou, contesă de Flandra (n.c. 1112).